# Tricholita syrissa
Tricholita syrissa är en fjärilsart som beskrevs av John Kern Strecker 1899. Tricholita syrissa ingår i släktet Tricholita och familjen nattflyn. Inga underarter finns listade i Catalogue of Life.